# Isoperla libanica
Isoperla libanica är en bäcksländeart som beskrevs av Aubert 1964. Isoperla libanica ingår i släktet Isoperla och familjen rovbäcksländor. Inga underarter finns listade i Catalogue of Life.